# İmralı
İmralı egy kis sziget Törökországban (Bursa tartomány), a Márvány-tenger déli részén, kb. 20 km-re nyugatra a Bozburun-félszigeten lévő Armutlu városától. Jelenleg börtönszigetként működik, így tilos a környéken a repülési tevékenység, illetve a partmenti halászat is.

## Története
Idősebb Plinius polihisztor, római író, ókori enciklopédista és Sztrabón görög földrajztudós Besbicus (Büszbikosz) néven említi munkáiban. Későbbi neve Kalolimnos (Καλόλιμνος) volt.

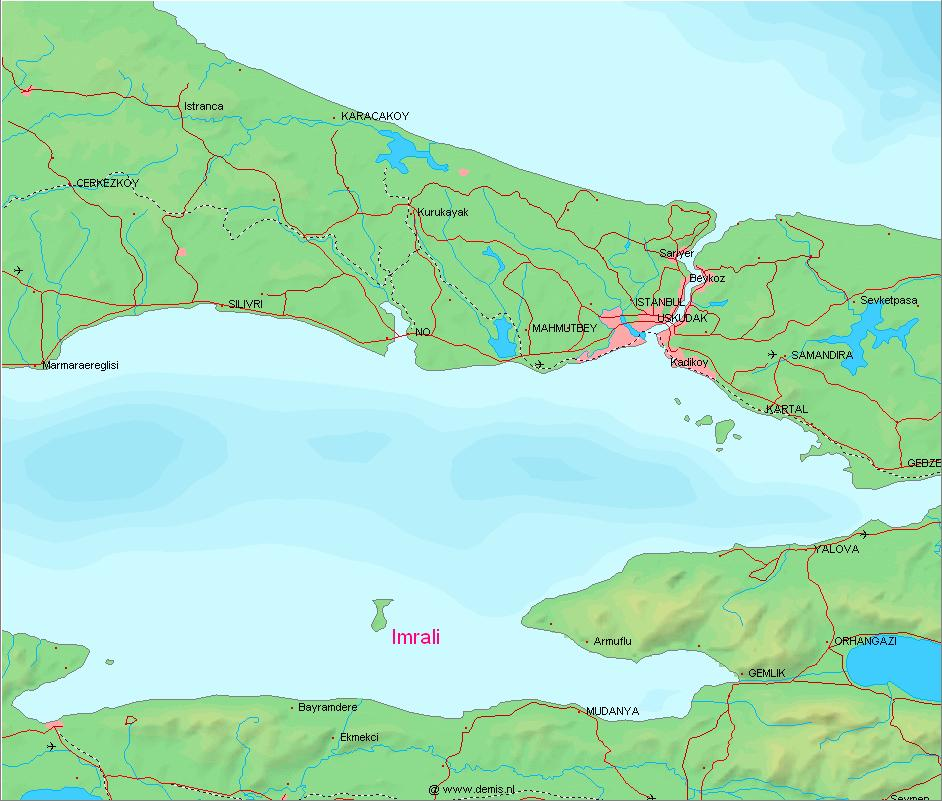
İmralı elhelyezkedése a Márvány-tengeren.

Mikor a törökök átvették az irányítást a Márvány-tenger medencéje felett, ezt a szigetet is elfoglalták, és így elvágták a Bizánci Birodalom és Bursa közötti kereskedelmi kapcsolatot (is). A sziget neve is innen származik: Emir Ali, a hódító, aki egyike volt az első török admirálisoknak.
A török függetlenségi háború (1919 – 1922) ideje alatt három görög falu volt a szigeten, és lakóinak a megélhetést a szőlőtermesztés (borkészítés), a selyemtermelés és a halászat adta.
1923-ban zajlott a lakosságcsere Görögország és Törökország között, így a sziget nagyrészt lakatlan volt 1935-ig. Ezt követően egy török börtön épült, ahol a foglyokat különféle mezőgazdasági munkákkal és a halászattal – a jobb ellátás érdekében – hagyták pénzt keresni.
Egy katonai bázis található a szigeten, és 1999-től 2009-ig a maximális biztonságra törekedve – egyetlen rabként – itt tartották fogva a halálra ítélt Abdullah Öcalan PKK vezetőt.
2009 novemberében több más foglyot – Öcalannal együtt – egy újonnan épített börtönépületben helyeztek el a török hatóságok.

## Híres fogvatartottak 1935-től napjainkig
- Billy Hayes,[2] amerikai író, aki a könyvet írt Midnight Express (Éjféli expressz) címmel. Életfogytiglani börtönbüntetést kapott kábítószer-kereskedelemért, de 5 év fogság után megszökött a szigetről.
- Abdullah Öcalan, alapítója a Kurdisztáni Munkáspártnak (PKK), életfogytiglani büntetését tölti 1999 óta.

1961-ben három politikust végeztek ki a szigeten:
- Adnan Menderes, miniszterelnök
- Fatin Rüştü Zorlu, külügyminiszter
- Hasan Polatkan, pénzügyminiszter

## Fordítás
- Ez a szócikk részben vagy egészben  a(z)   İmralı című török Wikipédia-szócikk fordításán alapul.  Az eredeti cikk szerkesztőit annak laptörténete sorolja fel. Ez a jelzés csupán a megfogalmazás eredetét és a szerzői jogokat jelzi, nem szolgál a cikkben szereplő információk forrásmegjelöléseként.